# Circondario di Pinerolo
Il circondario di Pinerolo era uno dei circondari in cui era suddivisa la provincia di Torino.

## Storia
In seguito all'annessione della Lombardia dal Regno Lombardo-Veneto al Regno di Sardegna (1859), fu emanato il decreto Rattazzi, che riorganizzava la struttura amministrativa del Regno, suddiviso in province, a loro volta suddivise in circondari.
Il circondario di Pinerolo fu creato come suddivisione della provincia di Torino; il territorio corrispondeva a quello della soppressa provincia di Pinerolo del Regno di Sardegna, appartenuta alla divisione di Torino.
Con l'Unità d'Italia, nel 1861 la suddivisione in province e circondari fu estesa all'intera Penisola, lasciando invariate le suddivisioni stabilite dal decreto Rattazzi.
Il circondario di Pinerolo venne soppresso nel 1926 e il territorio assegnato al circondario di Torino.

## Suddivisione
Nel 1863, la composizione del circondario era la seguente:
- mandamento I di Bricherasio
  - comuni di Bricherasio; Garzigliana; Osasco
- mandamento II di Buriasco
  - comuni di Buriasco; Frossasco; Macello; Piscina; Roletto
- mandamento III di Cavour
  - comuni di Bibiana; Campiglione; Cavour; Fenile
- mandamento IV di Cumiana
  - comuni di Cantalupa; Cumiana; Tavernette
- mandamento V di Fenestrelle
  - comuni di Fenestrelle; Meano; Mentoulles; Pragelato; Roreto Chisone; Usseaux
- mandamento VI di San Giovanni Pellice
  - comuni di Angrogna; Luserna; Lusernetta; Rorà; San Giovanni Pellice
- mandamento VII di None
  - comuni di Airasca; Castagnole; None; Volvera
- mandamento VIII di Pancalieri
  - comuni di Lombriasco; Osasio; Pancalieri; Virle Piemonte
- mandamento IX di Perosa Argentina
  - comuni di Inverso Pinasca; Perosa Argentina; Pinasca; Pomaretto; Villar Perosa
- mandamento X di Perrero
  - comuni di Bovile; Chiabrano; Faetto; Maniglia; Massello; Perrero; Prali; Riclaretto; Rodoretto; Salza di Pinerolo; San Martino di Perrero; Traverse
- mandamento XI di Pinerolo
  - comuni di Abbadia Alpina; Pinerolo; Porte; San Pietro Val Lemina
- mandamento XII di San Secondo di Pinerolo
  - comuni di Inverso Porte; Pramollo; Prarostino; Roccapiatta; San Germano Chisone; San Secondo di Pinerolo
- mandamento XIII di Torre Pellice
  - comuni di Bobbio Pellice; Torre Pellice; Villar Pellice
- mandamento XIV di Vigone
  - comuni di Cercenasco; Scalenghe; Vigone
- mandamento XV di Villafranca Sabauda
  - comune di Villafranca Sabauda